# Mirab Shewa
Mirab Shewa är en zon i Etiopien.   Den ligger i regionen Oromia, i den centrala delen av landet, 100 km väster om huvudstaden Addis Abeba.